# Gymnopleurus rhodesianus
Gymnopleurus rhodesianus là một loài bọ cánh cứng trong họ Bọ hung (Scarabaeidae).